# Liste der Monuments historiques in Thors (Aube)
Die Liste der Monuments historiques in Thors führt die Monuments historiques in der französischen Gemeinde Thors auf.

## Liste der Objekte
| Bezeichnung                       | Beschreibung                                                | Standort                           | Kennzeichnung | Schutzstatus | Datum | Bild |
| --------------------------------- | ----------------------------------------------------------- | ---------------------------------- | ------------- | ------------ | ----- | ---- |
| Gemälde Maria Magdalena           | Ölfarbe auf Leinwand, 18. Jahrhundert; nach Charles Le Brun | in der Kirche Ste-Madeleine (Lage) | PM10004615    | Inscrit      | 1981  |      |
| Gemälde Stiftung des Rosenkranzes | Ölfarbe auf Leinwand, Anfang des 17. Jahrhunderts           | in der Kirche Ste-Madeleine (Lage) | PM10002219    | Classé       | 1913  |      |